# チック症
チック症（チックしょう、英語: tic disorder）またはチック障害（チックしょうがい）とは、チック（突発的で、不規則な、体の一部の速い動きや発声を繰返す状態）が一定期間継続する障害。

## 分類
チック症は以下の様に分類される。
- 一過性チック障害

運動チックおよび音声チックの両方またはいずれかの症状が4週間以上12カ月未満持続する障害。
- 慢性チック障害

運動チックと音声チックどちらかの症状が1年以上続き、3カ月以上持続してチックが消失することがない障害。慢性運動性チック障害、慢性音声チック障害とも呼ばれる。
- トゥレット障害

複数の運動チックと1種類またはそれ以上の音声チックが1年以上継続する障害。

## 治療
本人と家族への心理教育、および環境調整を実施するとともに、認知行動療法や薬物療法を行う。

### 心理教育
チックや併存症があっても本人らしく生活し適応できるよう、チックの症状・経過やチックに対する向き合い方について、本人および家族の理解を育む。具体的には例えば、チックは親の育て方や本人の性格に問題があって起こったものではないということを共有する。また、チックのみにとらわれずに、長所を含めた本人全体をとらえて、本人らしく前向きに生活できるよう支援することの重要性についても共有する。

### 認知行動療法
チックに対する認知行動療法では、チックのための包括的行動的介入（CBIT）の有効性が示されている。
CBITは、ハビット・リバーサル法（チックをしそうになったら、チックをする代わりに、チックと同時にはできない別の動作をする練習を行う技法）を中心とする治療パッケージである。また、CBITには、ハビット・リバーサル法に加えて、チックを維持する機能のある要因を分析して調整する機能分析、不安を低減させることによりチックが起こりにくくするリラクセーションも含まれる。
また、マインドフルネスの導入も有益である。たとえば、瞼をゆっくりと閉じると、眼輪筋が緩み、瞼の裏側が暖かいことに気づくと、眼球を動かす外眼筋も緩み、眉間やこめかみの緊張に気づく。このようなマインドフルネスの実践を通して、ある動作に関する新たな感覚を得られるようサポートすることができる。

#### 事例研究
セルフ・モニタリング法を付加したハビット・リバーサル法と親へのカウンセリングが有効であることを示唆する事例研究がある。
この研究では、ハビット・リバーサル法を用いる際、その治療効果を高めるためにセルフ・モニタリング法（練習後のチックの回数を記録し、確認する技法。回数が減っていたら大いに称賛を与え、練習意欲を高める。またチックに対する注意度を高めることもできる）を援用し、本人をサポートした。また、親へのカウンセリングでは、本人の家庭での練習をサポートしたり、リラックスした状態で練習できるようにしたり、望ましい行動がみられたらすぐに称賛してあげたりするよう指示し、それができた場合は治療者が親の頑張りも称賛した。

### 薬物療法
社会生活に支障が出ている場合には、トゥレット障害に準じた薬物療法（「トゥレット障害#治療」を参照）を行い本人をサポートする。
なお、強迫性障害や注意欠陥・多動性障害、自閉症などの症状が併存する場合の治療については、「強迫性障害#治療」・「注意欠陥・多動性障害#治療」・「自閉症#治療」も参照。